# 싱가포르 플라이어
싱가포르 플라이어(영어: Singapore Flyer, 중국어: 新加坡摩天观景轮, 말레이어: Pelayang Singapura, 타밀어: சிங்கப்பூர் ராட்டினம்)는 싱가포르 다운타운 코어 지구에 위치한 대관람차이다. 2008년 4월 15일에 공식적으로 문을 연 이 대관람차에는 각각 28명의 승객을 수용할 수 있는 28개의 탑승용 에어컨 캡슐이 있으며 3층 터미널 건물을 포함하고 있다.
싱가포르 플라이어는 싱가포르를 특색으로 하는 언론과 대중문화에 수없이 등장했다. 싱가포르 플라이어의 전체 높이는 165m에 달하는데 이는 미국 라스베이거스에서 167.6m 높이의 하이 롤러가 완공되기 이전까지 세계에서 가장 높은 대관람차였다.

## 초기 역사
싱가포르 플라이어는 2000년대 초반에 독일 멜처스의 자회사인 멜처스 프로젝트 매니지먼트의 패트릭 맥마흔이 처음 구상했다. 공식적인 계획은 2002년에 시작되었다. 개발사로는 싱가포르 플라이어 유한회사(Singapore Flyer Pte Ltd)라는 새로운 회사가 설립되었는데 멜처스 프로젝트 매니지먼트가 지분 75%를 보유하고 있으며 나머지는 오리엔트 & 퍼시픽 매니지먼트가 보유하고 있다.
이 프로젝트는 2003년 6월 27일에 싱가포르 관광청에 의해 토지 취득 과정에 관한 개발자와 관광 위원회 간의 이해를 공식화하는 양해 각서에 서명하면서 공식적으로 발표되고 승인되었다. 이 협약에 따라 싱가포르 관광청은 싱가포르 토지청으로부터 마리나 센터 부지를 매입하여 싱가포르 플라이어 유한회사에 30년 동안 임대하고 임대 기간을 15년 더 연장할 수 있도록 하였다. 그 토지는 그 프로젝트의 건설 단계에서 임대료가 면제될 예정이었다. 2003년 7월에는 존스 랭 라살이 부동산 고문으로 임명되었다. 주계약자로는 타케나카 공무점과 미쓰비시가, 구조기술자로는 에이럽 그룹이 선정됐다.
2007년 8월에는 싱가포르 플라이어 유한회사의 플로리언 볼런 회장이 멜처스 프로젝트 매니지먼트의 지분 30% 인수를 통해 싱가포르 플라이어의 지분을 60%에서 90%로 올렸다. 이번 거래는 볼런이 이끄는 민간 투자 기구인 AAA 에쿼티 홀딩스를 통해 이루어졌다. 프로젝트 개발 관리를 주도한 오리엔트 & 퍼시픽 매니지먼트가 나머지 10%를 소유하고 있다.

### 건설
기공식은 2005년 9월 27일 당시 싱가포르 국가발전부 장관이었던 마 보우 탄이 주빈으로 참석했다. 스핀들은 2006년 12월 13일에 장착되었고 바깥쪽 테두리는 2007년 4월 9일에 완성되었다. 탑승용 캡슐의 설치는 2007년 8월 3일에 시작되어 2007년 10월 1일에 완료되었다.

### 개장
싱가포르 플라이어는 2008년에 문을 열었다. 춘절(중국의 음력설) 기간인 2월 11일부터 2월 13일까지 시범 운행이 진행되었으며 입장권은 동양 문화에서 길하다고 여기는 숫자인 8,888 싱가포르 달러에 판매되었다. 2월 14일 발렌타인데이에 첫 운영에 들어갔고 3월 3일에는 소프트 런칭을 가졌다. 2008년 4월 15일에 싱가포르 플라이어가 공식 개장되었는데 리셴룽 총리가 주빈으로 초대되었다.

## 디자인

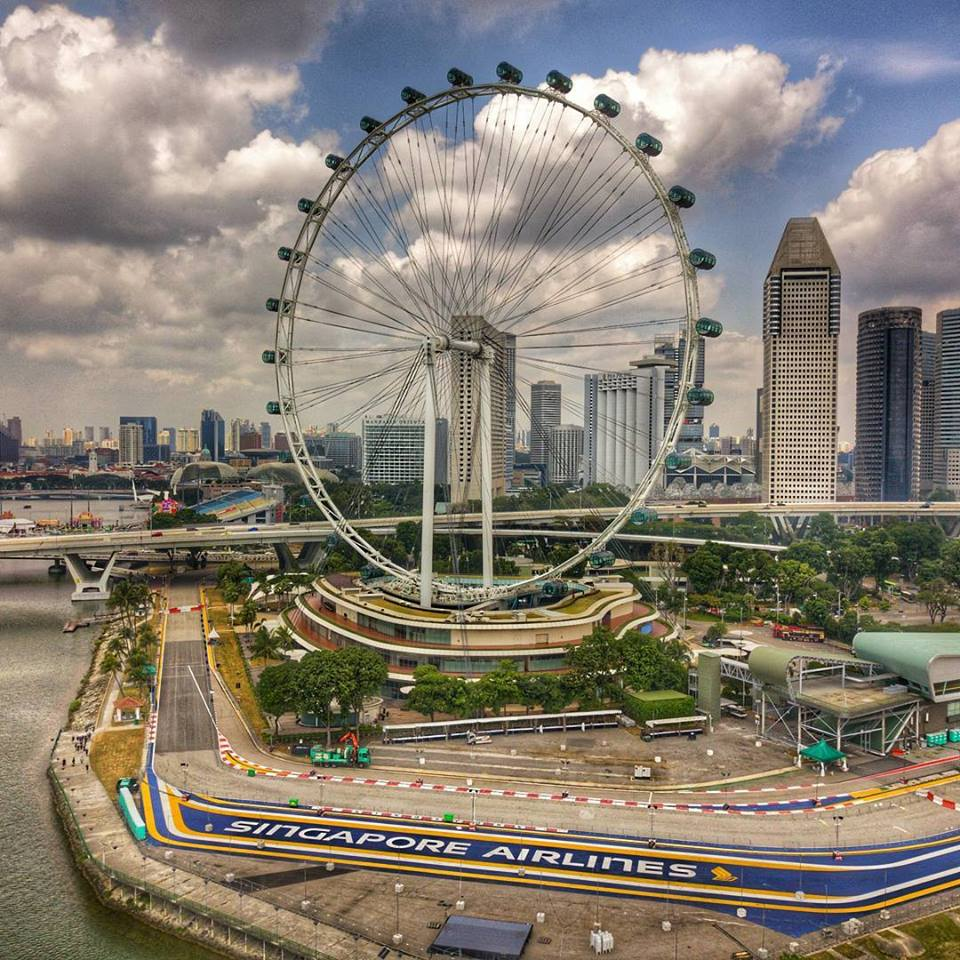
2018년 2월에 칭가이 축제를 준비하고 있던 싱가포르 플라이어의 모습

싱가포르 플라이어는 마리나 산책로를 따라 33,700m2 부지에 건설된 약 16,0002의 총면적을 가지고 있다. 연간 최대 730만 명의 승객을 수용할 수 있는 에이럽 그룹과 미쓰비시 중공업이 설계한 이 바퀴는 보통 일정하게 회전하기 때문에 완전한 주행 시간은 약 32분이다. 그 외에 휠체어 경사로와 승강기, 장애인 화장실, 장애인 전용 주차장도 마련되어 있다.
플라이어에 장착된 28개의 탑승용 에어컨 캡슐은 휠 구조의 테두리 바깥쪽에 장착되어 지속적으로 방해받지 않는 시야를 제공한다. 각 캡슐의 바닥 면적은 26m2이며 장애인 승객의 사용을 위해 미리 예약했을 때 28명 또는 최대 5개의 휠체어와 15명의 다른 방문객을 수용할 수 있다.
처음에 마리나 센터에서 볼 때 바퀴는 시계 반대 방향으로 회전했지만 2008년 8월 4일에 풍수 전문가들의 조언에 따라 뒤집혔다.

## 인수
2014년 2월 24일에 스트라코 레저 유한회사(Straco Leisure Pte. Ltd.)가 싱가포르 플라이어 인수를 결정했는데 현재는 없어진 이전 회사인 그레이트 휠 코퍼레이션(Great Wheel Corporation)의 횡령과 재정 문제가 있던 다음에 공개되었다. 스트라코 레저는 상하이 오션 아쿠아리움, 언더워터 월드 샤먼과 같이 중국에 위치한 관광 명소를 운영하는 싱가포르의 상장 기업인 스트라코 코퍼레이션 리미티드(Straco Corporation Limited)가 지분 90%를 소유하고 있다. 나머지 10%는 싱가포르에서 가장 큰 개인 관광 버스 운영사 가운데 하나인 PTS 레저 유한회사(WTS Leisure Pte. Ltd.)가 소유하고 있다.

## 대중문화에서의 등장
- 블룸버그 텔레비전 시리즈 《하이 플라이어》는 싱가포르 플라이어의 캡슐 가운데 하나에서 촬영되었다.[17]
- 싱가포르 플라이어는 케빈 콴의 동명의 소설을 원작으로 한 2018년 영화 《크레이지 리치 아시안》에 등장한다.
- 싱가포르 플라이어는 미국의 리얼리티 텔레비전 프로그램 《어메이징 레이스》의 16번째 시즌, 《어메이징 레이스 오스트레일리아》의 1번째 시즌의 피날레에서 특집으로 다루어졌다.[18][19]
- 싱가포르 플라이어는 대한민국의 걸 그룹 트와이스가 싱가포르를 방문했을 때 《트와이스 TV6》를 촬영하던 과정에 등장했다.[20]
- 싱가포르 플라이어는 명탐정 코난 극장판 2편(2016년 영화 《명탐정 코난: 순흑의 악몽》, 《명탐정 코난: 감청의 권》)에 등장했다.
- 싱가포르 플라이어는 KBS 1TV의 《걸어서 세계속으로》에도 등장했다.

## 사진

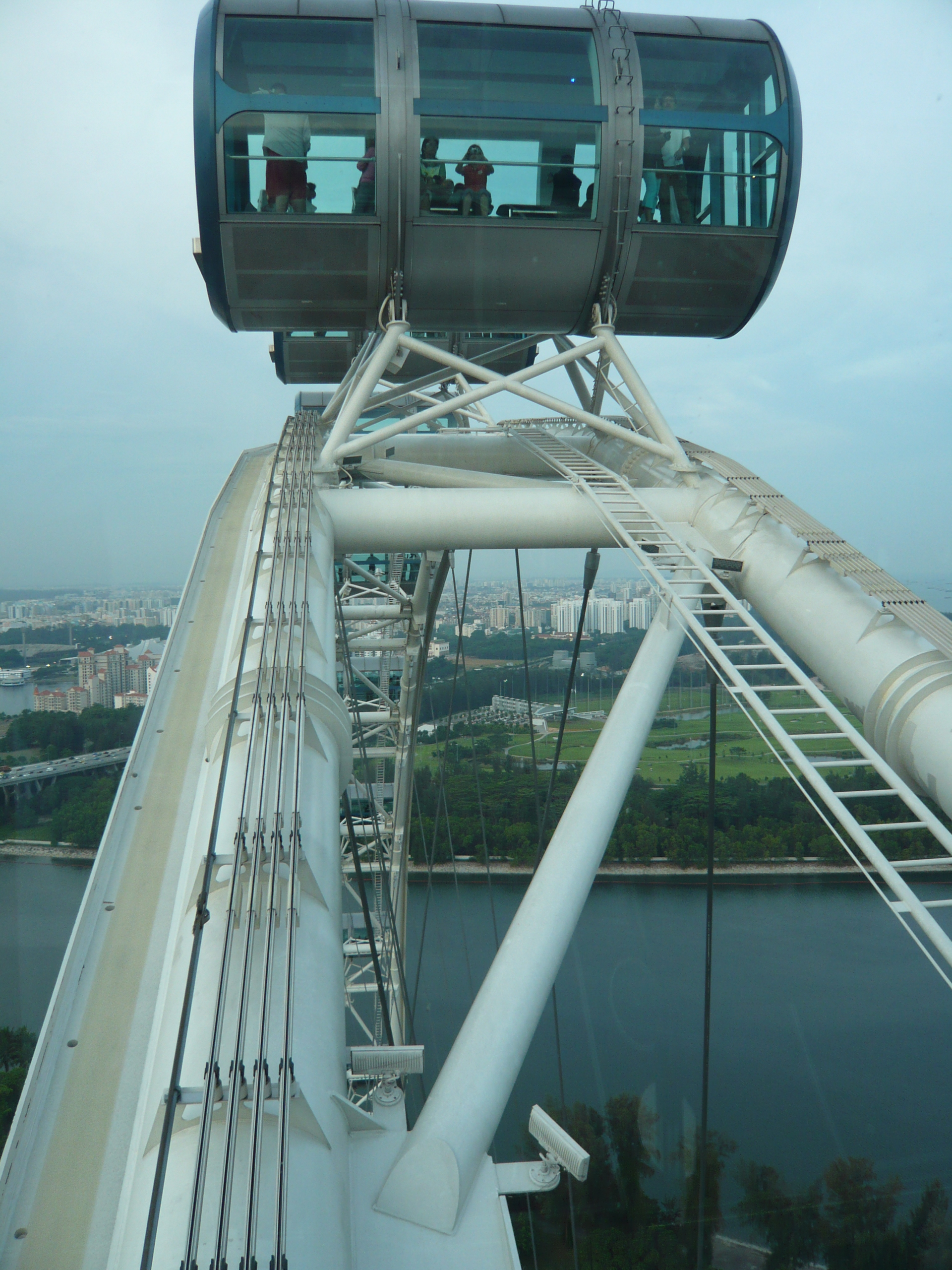
밖에서 본 탑승용 캡슐의 내부 모습
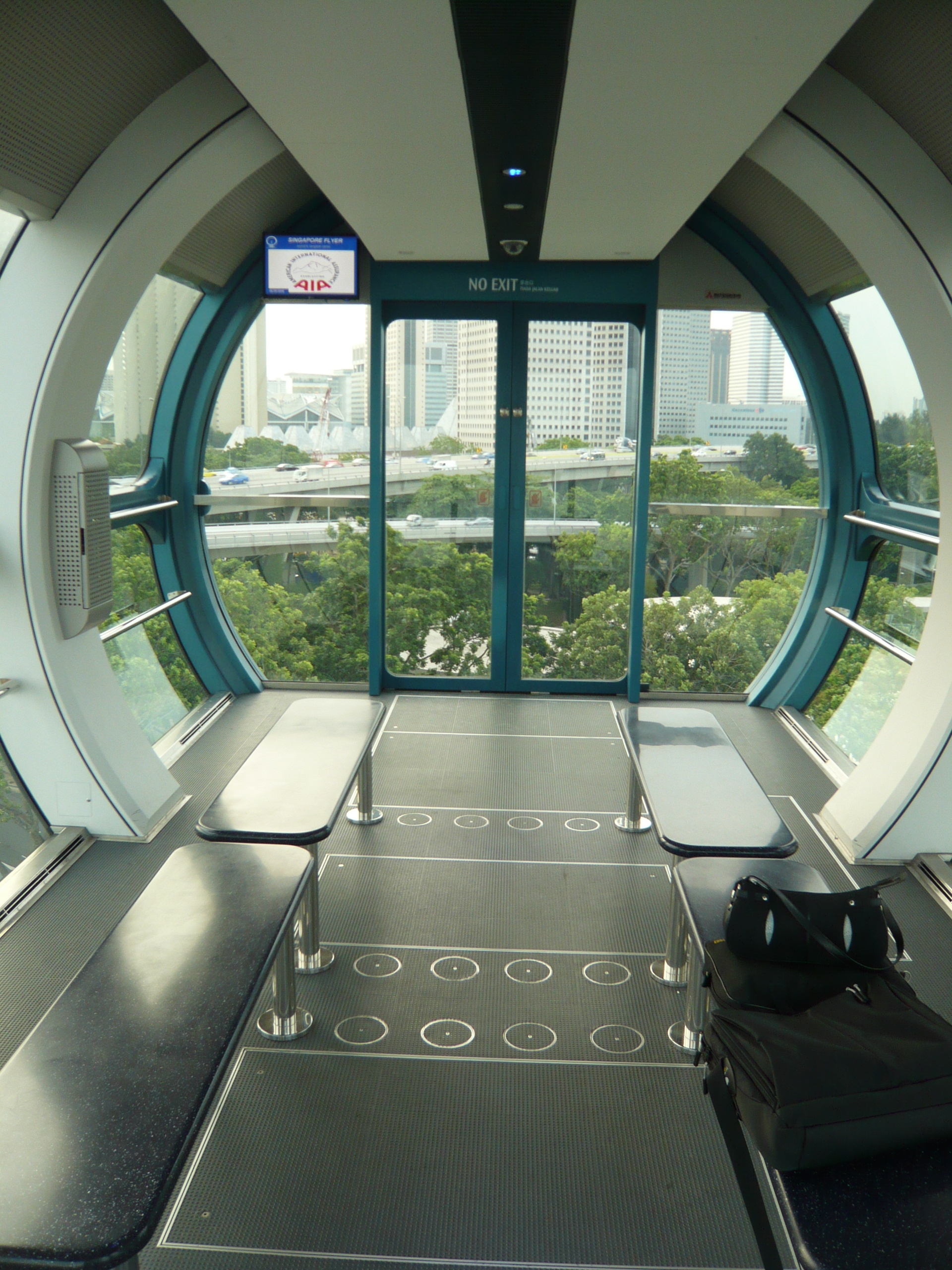
안에서 본 탑승용 캡슐의 내부 모습
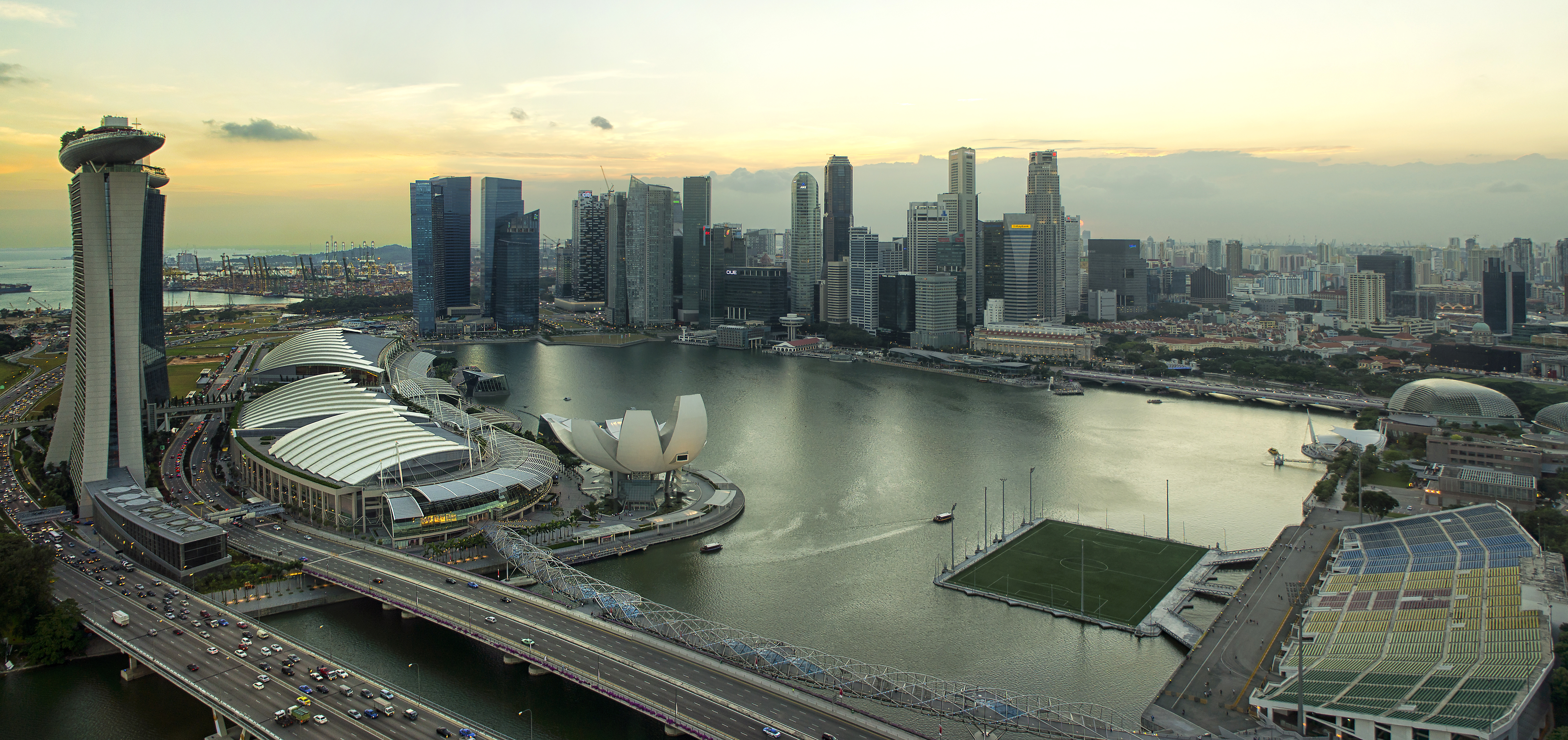
싱가포르 플라이어의 여러 캡슐들에서 본 마리나베이 (2012년 촬영)
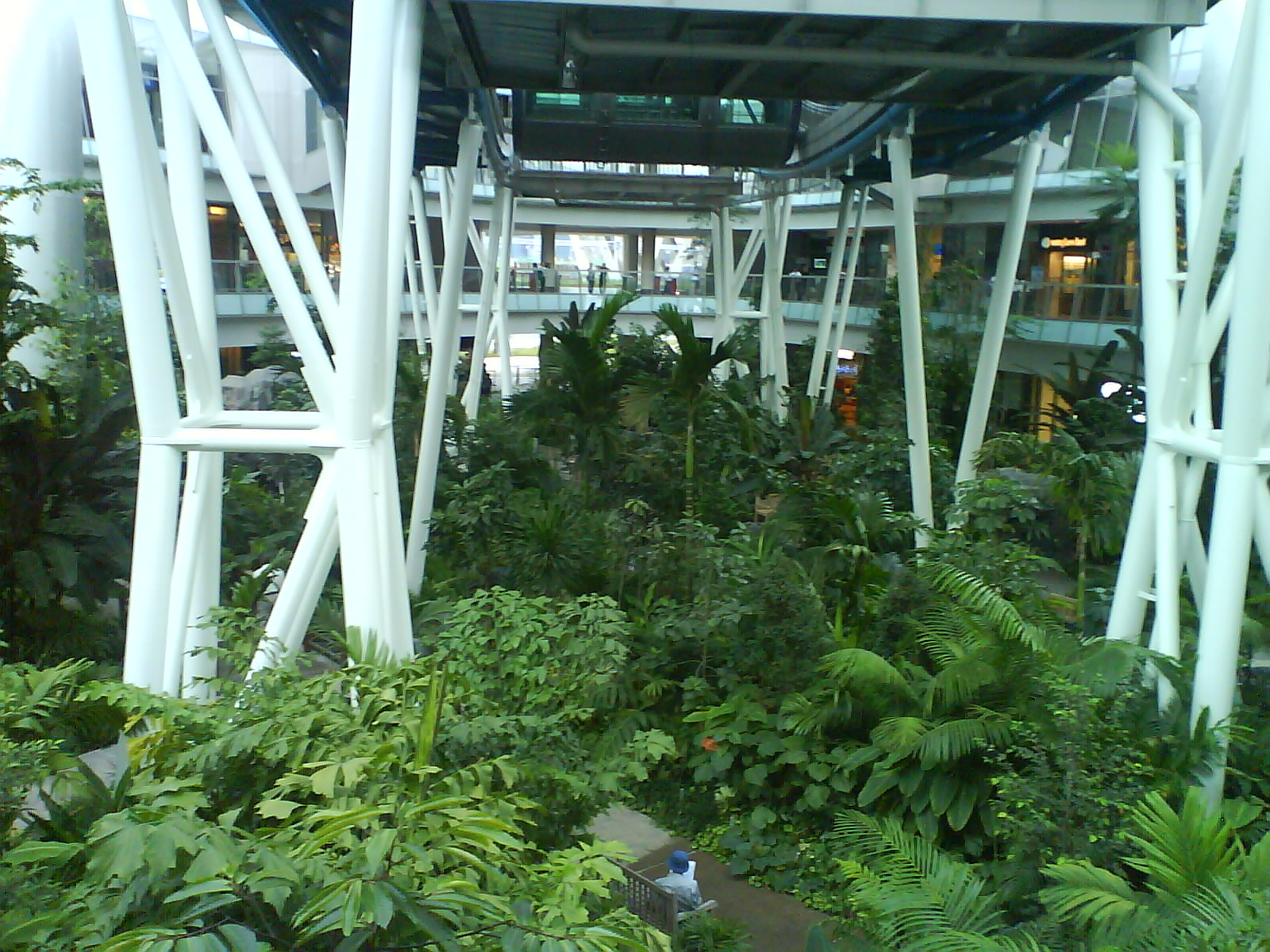
싱가포르 플라이어 부지 안에 있는 열대 우림 정원
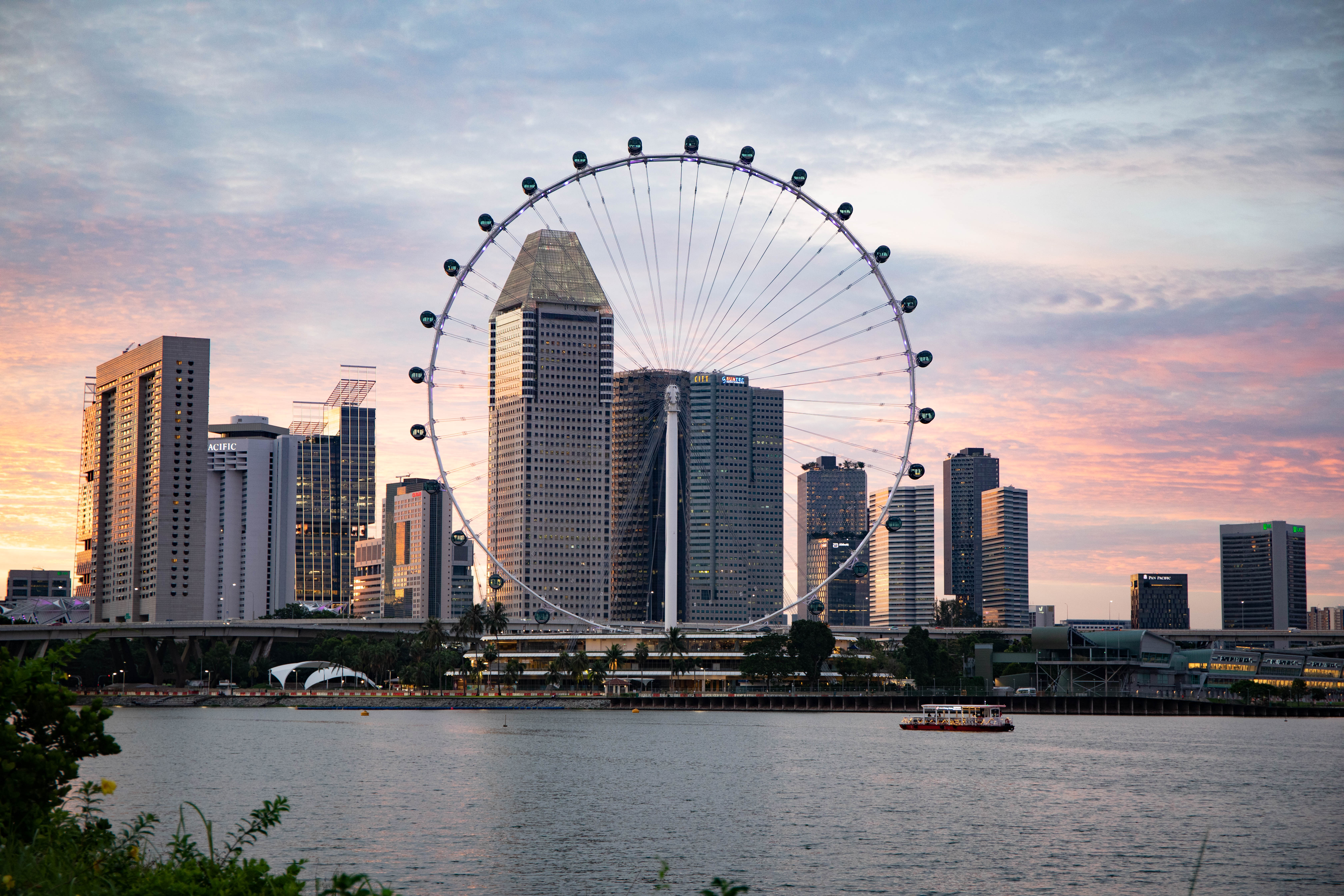
석양을 배경으로 한 싱가포르 플라이어